# Discogobio longibarbatus
Discogobio longibarbatus es una especie de peces de la familia de los Cyprinidae en el orden de los Cypriniformes.

## Morfología
Los machos pueden llegar a alcanzar los 8,9 cm de longitud total.

## Hábitat
Es un pez de agua dulce.

## Distribución geográfica
Es un endemismo del lago Fuxian (Yunnan, China ).